# Kanon literatury zachodniej

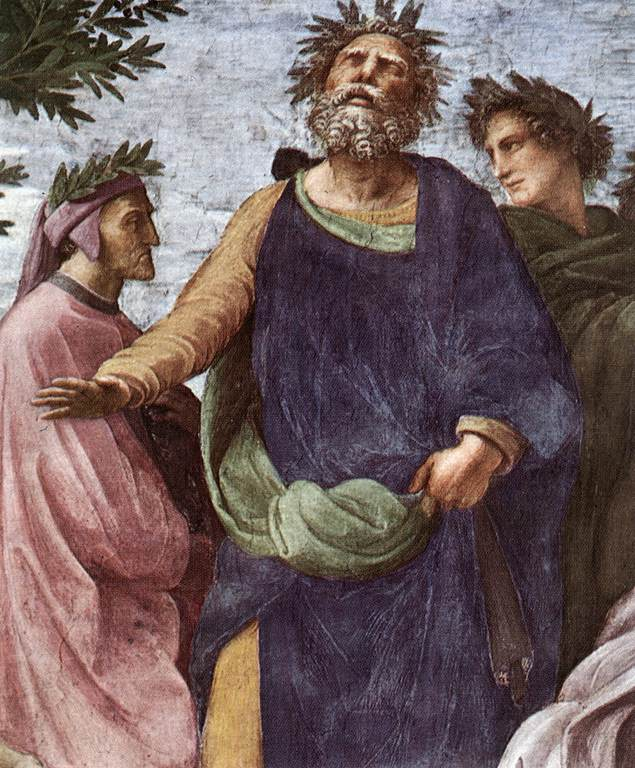
Dante, Homer i Wergiliusz na fresku Rafaela Parnassus (1511), znaczące postacie w kanonie zachodnim

Kanon literatury zachodniej (także kanon zachodni) – termin literaturoznawczy, odnoszący się do prób zdefiniowania najważniejszych utworów w literaturze zachodniej. Do tego kanonu zalicza się m.in. dzieła: Szekspira, Cervantesa, Chaucera, Montaigne’a, Molière’a, Miltona, Goethego, Jane Austen, Walta Whitmana, Emily Dickinson, Dickensa, Tołstoja, Ibsena, Freuda, Prousta, Kafki, Borgesa, i Becketta. Większość kanonu zachodniego stanowią utwory twórców angielskojęzycznych, choć w każdym kraju istnieją lokalne warianty (np. w kanonie francuskim będzie więcej autorów francuskich). Mimo nazwy odnoszącej się do cywilizacji zachodniej, do kanonu tego zalicza się też niekiedy nielicznych twórców słowiańskich (głównie rosyjskich).
W ciągu ostatnich kilku dekad w kanonie literatury zachodniej nastąpiły pewne przewartościowania (np. wliczono do niego więcej dzieł pisanych przez kobiety i różne wcześniej marginalizowane mniejszości).